# Capello (Einheit)
Der Capello war ein Volumen- und Getreidemaß in Kotor (in der Literatur mit Cattaro bezeichnet) im Kronland Dalmatien.
- 1 Capello = 4 Quarteroli = 20,8293 Liter